# Chhaprauli
Chhaprauli è una suddivisione dell'India, classificata come nagar panchayat, di 17.795 abitanti, situata nel distretto di Bagpat, nello stato federato dell'Uttar Pradesh. In base al numero di abitanti la città rientra nella classe IV (da 10.000 a 19.999 persone).

## Geografia fisica
La città è situata a 29° 13' 07 N e 77° 10' 19 E.

## Società

### Evoluzione demografica
Al censimento del 2001 la popolazione di Chhaprauli assommava a 17.795 persone, delle quali 9.623 maschi e 8.172 femmine. I bambini di età inferiore o uguale ai sei anni assommavano a 2.632, dei quali 1.427 maschi e 1.205 femmine. Infine, coloro che erano in grado di saper almeno leggere e scrivere erano 9.933, dei quali 6.381 maschi e 3.552 femmine.